# Mymarommatoidea
Mymarommatoidea es una superfamilia muy pequeña de insectos himenópteros diminutos. Sólo alrededor de la mitad de las especies conocidas son taxones vivos (las otras son fósiles), pero se conocen de todas partes del mundo. Sin duda, muchos más esperan ser descubiertos, ya que son fáciles de pasar por alto y difíciles de estudiar debido a su tamaño extremadamente pequeño (la mayoría tienen una longitud total de alrededor de 0,3 mm).

## Clasificación
A medida que los taxonomistas han examinado este grupo más de cerca, han ido perdiendo la certeza sobre qué otro grupo de avispas representa los parientes vivos más cercanos de Mymarommatoidea.